# Archipel de Tavolara
L'archipel de Tavolara est un groupe composé de trois îles principales et d'îlots et rochers, situé au large de la côte nord-est de la Sardaigne, au sud de l'archipel de La Maddalena.

## Description
Il s'agit depuis 1997 d'une réserve marine nommée Tavolara Punta Coda Cavallo. La côte est de Tavolara ainsi que l'île Molarotto avec la mer environnante sont entièrement protégés. Le séjour y est complètement interdit. Elles abritent quelques espèces en voie de disparition comme le cormoran huppé, le goéland d'Audouin, le puffin yelkouan, le dauphin de Risso, le grand cachalot ou le requin pèlerin.
Le Podarcis tiliguerta est endémique à Molarotto.

## Liste des îles
| Nom                             | Superficie | Coordonnée                    | Image |
| ------------------------------- | ---------- | ----------------------------- | ----- |
| Barca Sconcia                   |            | 40° 55′ 03″ N, 9° 38′ 50″ E   |       |
| Tavolara                        | 4,70 km²   | 40° 54′ 26″ N, 9° 42′ 56″ E   |       |
| Isolotto dei Topi / Isola Verde |            | 40° 53′ 48″ N, 9° 40′ 30″ E   |       |
| Spalmatore / Isola dei Porri    |            | 40° 53′ 38″ N, 9° 40′ 05″ E   |       |
| Isola del Fico                  |            | 40° 52′ 31″ N, 9° 42′ 28″ E   |       |
| Isola Piana di Tavolara         | 0,13 km²   | 40° 53′ 18″ N, 9° 39′ 06″ E   |       |
| Isola dei Garofani              |            | 40° 53′ 10″ N, 9° 38′ 00″ E   |       |
| Isola dei Cavalli               |            | 40° 53′ 08″ N, 9° 38′ 25″ E   |       |
| Reulino / Isolotto Rosso        |            | 40° 52′ 40″ N, 9° 40′ 17″ E   |       |
| Molarotto                       |            | 40° 52′ 28″ N, 9° 46′ 41″ E   |       |
| Molara                          | 3,48 km²   | 40° 52′ 08″ N, 9° 43′ 40″ E   |       |
| Cana                            |            | 40° 51′ 52″ N, 9° 40′ 37″ E   |       |
| I tre fratelli / I Cerri        |            | 40° 51′ 43″ N, 9° 45′ 42″ E   |       |
| L’Isoledda                      |            | 40° 51′ 01,5″ N, 9° 41′ 29″ E |       |
| Proratora                       |            | 40° 50′ 47″ N, 9° 43′ 23″ E   |       |